# Episodi di Daredevil (prima stagione)
La prima stagione della serie televisiva Daredevil, composta da tredici episodi, è stata interamente pubblicata dal servizio on demand Netflix il 10 aprile 2015. In Italia è disponibile su Netflix dal 22 ottobre 2015. La prima stagione è stata trasmessa in chiaro su Rai 4 dal 15 giugno 2020, ogni lunedì sono stati trasmessi due episodi fino al 27 luglio 2020.
La stagione è stata rimossa da Netflix il 1º marzo 2022 e pubblicata negli Stati Uniti il 16 marzo 2022 su Disney+, mentre in Italia è stata pubblicata il 29 giugno 2022.
Gli antagonisti principali della stagione sono: Wilson Fisk, Leland Owlsley e Madame Gao.
| nº | Titolo originale          | Titolo italiano                    | Pubbl. USA     | Pubbl. italiana |
| -- | ------------------------- | ---------------------------------- | -------------- | --------------- |
| 1  | Into the Ring             | Sul ring                           | 10 aprile 2015 | 22 ottobre 2015 |
| 2  | Cut Man                   | Un improbabile alleato             | 10 aprile 2015 | 22 ottobre 2015 |
| 3  | Rabbit in a Snow Storm    | Un coniglio in una bufera di neve  | 10 aprile 2015 | 22 ottobre 2015 |
| 4  | In the Blood              | Nel sangue                         | 10 aprile 2015 | 22 ottobre 2015 |
| 5  | World on Fire             | Un mondo in fiamme                 | 10 aprile 2015 | 22 ottobre 2015 |
| 6  | Condemned                 | Condannati                         | 10 aprile 2015 | 22 ottobre 2015 |
| 7  | Stick                     | Stick                              | 10 aprile 2015 | 22 ottobre 2015 |
| 8  | Shadows in the Glass      | Nell'ombra                         | 10 aprile 2015 | 22 ottobre 2015 |
| 9  | Speak of the Devil        | Parli del diavolo                  | 10 aprile 2015 | 22 ottobre 2015 |
| 10 | Nelson v. Murdock         | Nelson contro Murdock              | 10 aprile 2015 | 22 ottobre 2015 |
| 11 | The Path of the Righteous | Il sentiero dei giusti             | 10 aprile 2015 | 22 ottobre 2015 |
| 12 | The Ones We Leave Behind  | Quelli che ci lasciamo alle spalle | 10 aprile 2015 | 22 ottobre 2015 |
| 13 | Daredevil                 | Daredevil                          | 10 aprile 2015 | 22 ottobre 2015 |

## Sul ring
- Titolo originale: Into the Ring
- Scritto da: Drew Goddard
- Diretto da: Phil Abraham

### Trama
Hell's Kitchen, New York. Matt Murdock, un bambino di nove anni, nel tentativo di impedire a un anziano di venire travolto da un camion carico di sostanze chimiche, finisce investito al suo posto e perde la vista.
Tempo dopo, ormai adulto, apre uno studio legale assieme al suo migliore amico Foggy Nelson, affittando dei locali rimasti compromessi durante l'invasione aliena di qualche anno prima. Contemporaneamente, grazie ai sensi ipersviluppati ottenuti dopo l'incidente, intraprende in segreto l'attività di vigilante sfoggiando un costume nero artigianale. Durante la sua prima notte di ronda, impedisce a un gruppo di trafficanti di esseri umani, guidati dal criminale dilettante Turk Barrett, di rapire alcune turiste. Il giorno seguente lo studio Nelson & Murdock ha il suo primo cliente: Karen Page, ex-segretaria della Union Allied Construction, accusata dell'omicidio di un suo collega; i due avvocati, credendo alla sua innocenza, ne assumono le difese pro bono facendola scarcerare nel momento in cui una delle guardie (minacciato di ritorsione su sua figlia dal misterioso James Wesley) tenta invano di assassinarla. Lasciata sotto la custodia di Matt e Foggy, Karen rivela loro di ritenere che il motivo per cui abbiano tentato prima di incastrarla e poi di ucciderla sia il fatto che avesse scoperto un immenso giro di corruzione nella sua società; non volendo coinvolgere ulteriormente i due, fugge dall'appartamento di Matt in piena notte e torna al suo nel tentativo di recuperare il file compromettente nascostovi. Qui viene tuttavia assalita da un secondo sicario e soccorsa dal "vigilante mascherato", che la convince poi a consegnare i file al New York Bulletin, rendendo così pubblico lo scandalo. Scongiurato il pericolo, Matt e Foggy propongono a Karen di lavorare per il loro studio legale come segretaria. Wesley, nel frattempo, fa rapporto al suo misterioso capo ricevendo l'ordine di far uccidere chiunque potesse rivelare informazioni sulle loro attività e di tenere d'occhio lo studio Nelson & Murdock.
- Altri interpreti: Peter McRobbie (padre Lantom), John Patrick Hayden (Battlin' Jack Murdock), Skylar Gaertner (Matt Murdock da bambino), Gideon Emery (Anatoly Ranskahov), Nikolai Nikolaeff (Vladimir Ranskahov), Peter Shinkoda (Nobu), Wai Ching Ho (Madame Gao), Rob Morgan (Turk Barrett), Royce Johnson (Brett Mahoney).
- Citazioni e riferimenti: Il codice sul barile di sostanze tossiche che colpisce Matt è la data del primo numero di Daredevil.

## Un improbabile alleato
- Titolo italiano proposto da Disney+: Cut Man
- Titolo originale: Cut Man
- Scritto da: Drew Goddard
- Diretto da: Phil Abraham

### Trama
Sulle tracce di un bambino rapito dagli stessi trafficanti di esseri umani russi cui ha precedentemente rovinato gli affari, Matt cade in una trappola e, scampatovi per un pelo, viene rinvenuto privo di sensi in un vicolo da un ragazzino e portato da Claire Temple, una infermiera con le competenze di un medico che lo cura all'interno del suo appartamento poiché, lavorando al Metro General Hospital, è a conoscenza che dei criminali sono stati ricoverati dopo aver affrontato il "vigilante mascherato" e comprende che questi stia facendo del bene a Hell's Kitchen. Mentre Foggy e Karen passano una serata assieme, legando parecchio, il convalescente Matt rievoca una serie di flashback della sua infanzia quando suo padre, il pugile Battlin' Jack Murdock, ingannò l'allibratore Roscoe Sweeney per offrirgli una vita migliore della sua: in un incontro truccato contro "Crusher" Creel, che avrebbe dovuto perdere, scommise tutto su sé stesso facendo depositare la vincita su un conto bancario intestato a Matt. Il gesto fa infuriare gli allibratori che lo uccidono per vendetta.
Ristabilitosi grazie a Claire, Matt rintraccia i criminali russi e li massacra liberando il bambino.
- Altri interpreti: John Patrick Hayden (Battlin' Jack Murdock), Skylar Gaertner (Matt Murdock da bambino), Kevin Nagle (Roscoe Sweeney), Susan Varon (Josie).
- Citazioni e riferimenti: L'ultimo avversario di Jack Murdock, Carl "Crusher" Creel (l'Uomo Assorbente), che nell'episodio viene solo menzionato, è comparso nei primi due episodi della seconda stagione di Agents of S.H.I.E.L.D..

## Un coniglio in una tempesta di neve
- Titolo italiano proposto da Disney+: Un coniglio in una bufera di neve
- Titolo originale: Rabbit in a Snow Storm
- Scritto da: Marco Ramirez
- Diretto da: Adam Kane

### Trama
Il sicario professionista John Healy uccide a mani nude un uomo su una pista da bowling e si fa in seguito arrestare chiedendo un avvocato. Il caso viene affidato allo studio legale Nelson & Murdock da James Wesley: pur sospettando che l'uomo nasconda qualcosa di losco, Matt convince Foggy ad accettare l'incarico scoprendo, poco dopo, che Wesley ha comprato la giuria. Nel frattempo Karen viene contattata dai legali dell'ormai disciolta Union Allied Construction, che le offrono una forte somma di denaro affinché firmi un contratto che la vincolerebbe a non parlar più pubblicamente dello scandalo della società; disgustata, Karen si rivolge al reporter del New York Bulletin Ben Urich, noto per l'impeccabile etica professionale, mantenuta nonostante le ritorsioni subite da lui e dai suoi cari nel corso degli anni. Terminato il processo con la scarcerazione di Healy, questi viene aggredito in un vicolo dal "vigilante" che gli estorce il nome del capo di Wesley: Wilson Fisk. In seguito il sicario si suicida, terrorizzato da ciò che sarebbe capitato a lui e alla sua famiglia per aver rivelato tale informazione. Vanessa Marianna, titolare di una galleria d'arte, illustra a un cliente un dipinto chiamato "Un coniglio in una tempesta di neve" chiedendogli come lo faccia sentire. L'uomo in questione, Wilson Fisk, risponde commosso che lo fa sentire solo.
- Altri interpreti: Peter McRobbie (padre Lantom), Rob Morgan (Turk Barrett), Adriane Lenox (Doris Urich), Alex Morf (John Healy), Geoffrey Cantor (M. Ellison).

## Nel sangue
- Titolo italiano proposto da Disney+: Il richiamo del sangue
- Titolo originale: In the Blood
- Scritto da: Joe Pokaski
- Diretto da: Ken Girotti

### Trama
Dopo la morte dell'uomo ucciso al bowling, Fisk assegna ai fratelli moscoviti Anatoly e Vladimir Ranskahov la sua clientela per il traffico di droga, cui fa capo la sua associata Madame Gao. Wesley, tuttavia, redarguisce i due per aver riportato troppe sconfitte  contro il "vigilante mascherato", offrendo loro di occuparsene. L'orgoglioso Vladimir decide quindi di dimostrare che può gestire la questione da solo, motivo per il quale rintraccia l'infermiera notturna Claire Temple e la fa rapire dai suoi uomini al fine di farle rivelare l'identità del vigilante; venuto a sapere della cosa, Matt rintraccia i criminali e li sconfigge a uno a uno, liberando la ragazza. Dato tale avvenimento, Anatoly decide di andare da Fisk per accettare la sua offerta ma, nel farlo, interrompe una cena tra questi e Vanessa, verso cui il criminale prova un forte sentimento. Contemporaneamente Urich consiglia a Karen di accettare l'offerta della Union Allied, assicurandole che si occuperà di indagare in merito al segreto che questi si stanno adoperando ad insabbiare con tanto impegno. Furioso per quanto fatto da Anatoly, Fisk lo decapita col solo ausilio della portiera della sua auto.
- Altri interpreti: Gideon Emery (Anatoly Ranskahov), Nikolai Nikolaeff (Vladimir Ranskahov).

- Citazioni e riferimenti: Wesley rimprovera i fratelli russi per non aver catturato il vigilante mascherato, dicendo che certamente non è difficile da prendere come quello che gira con un martello magico o quello che ha l'armatura di ferro, chiari riferimenti a Thor e ad Iron Man.

## Un mondo in fiamme
- Titolo italiano proposto da Disney+: Mondo in fiamme
- Titolo originale: World on Fire
- Scritto da: Luke Kalteux
- Diretto da: Farren Blackburn

### Trama
Claire si trasferisce nell'appartamento di Matt per sfuggire ai criminali russi che le danno la caccia; nel frattempo Fisk fa credere a Vladimir che suo fratello sia stato ucciso dal "vigilante mascherato" portandolo a mobilitare ogni suo uomo affinché gli dia una caccia spietata per tutta Hell's Kitchen. La Nelson & Murdock viene intanto ingaggiata da una donna guatemalteca che, come tutti i suoi coinquilini, sta per essere sfrattata indebitamente dal proprietario dello stabile, desideroso di servirsi dei locali occupati per fini commerciali; a peggiorare le cose è il fatto che i loro avversari nel processo siano lo studio presso cui i due erano stati tirocinanti rifiutando poi l'assunzione: la Landman & Zack, rappresentato nella persona di Marci Stahl, ex-ragazza di Foggy. Turk rivela intanto a Vladimir di aver saputo da fonte certa che il vero assassino di Anatoly sia Fisk. Furioso, il russo organizza una retata facendo convergere tutti i suoi uomini in un magazzino che, poco dopo, viene fatto saltare in aria da uno degli uomini di Madame Gao mentre Fisk, artefice di ogni dettaglio della vicenda, si riconcilia con Vanessa che, consapevole di quale sia la reale attività dell'uomo, si convince del suo ideale di «distruggere la città per farla rinascere» ed osserva con lui il dilagare delle fiamme. Mentre le onde d'urto della detonazione coinvolgono anche lo stabile difeso dalla Nelson & Murdock con Karen e Foggy ancora al suo interno, Vladimir, scampato alla distruzione del magazzino, viene aggredito dal "vigilante" sebbene, pochi istanti dopo, entrambi vengano circondati dalla polizia.
- Altri interpreti: Nikolai Nikolaeff (Vladimir Ranskahov), Rob Morgan (Turk Barrett), Peter Shinkoda (Nobu), Wai Ching Ho (Madame Gao), Amy Rutberg (Marci Stahl), Royce Johnson (Brett Mahoney).

## Condannati
- Titolo italiano proposto da Disney+: Condannato
- Titolo originale: Condemned
- Scritto da: Joe Pokaski e Marco Ramirez
- Diretto da: Guy Ferland

### Trama
Sfuggito all'accerchiamento dei poliziotti, Matt si barrica in un edificio abbandonato assieme a Vladimir, rendendosi conto che la maggioranza degli agenti che operano a Hell's Kitchen è corrotta da Fisk. Tramite consigli telefonici da parte di Claire, intanto attiva come infermiera al Metro General per soccorrere i feriti provocati dalla crisi in corso, Matt riesce a stabilizzare le condizioni di Vladimir, che si rifiuta comunque di rivelare al "vigilante" le informazioni da lui desiderate su Fisk, arrivando anche a cercare in più occasioni di aggredirlo; nel frattempo, Karen e Foggy si recano a loro volta al Metro General per far curare i feriti causati dal crollo dello stabile, tra cui Foggy stesso, copiosamente sanguinante dal fianco sinistro. Su ordine di un sempre più impaziente Fisk, la polizia circonda e successivamente fa irruzione nella palazzina in cui si rifugiano Matt e Vladimir, mentre i media, anch'essi corrotti da Fisk, addossano la responsabilità dei disordini al "vigilante", definendolo un terrorista. Collaborando, Matt e il russo fuggono nelle fogne e quest'ultimo, capendo di non aver più molto da vivere, resta indietro a trattenere gli inseguitori, concedendo all'altro il tempo di scappare a patto che vendichi lui e il fratello; dunque gli rivela il nome del contabile di Fisk: Leland Owlsley.
- Altri interpreti: Nikolai Nikolaeff (Vladimir Ranskahov), Geoffrey Cantor (M. Ellison).

## Stick
- Titolo italiano proposto da Disney+: Mazza (titolo errato in quanto il titolo originale Stick si riferisce all'omonimo personaggio)
- Titolo originale: Stick
- Scritto da: Douglas Petrie
- Diretto da: Brad Turner

### Trama
Matt si mette sulle tracce di Leland Owlsley ma, nel corso dell'azione, viene avvicinato da Stick, burbero e misterioso esperto di arti marziali non vedente dalla nascita che, vent'anni prima, gli ha fatto da mentore per poi andarsene dopo aver capito che il bambino vedeva in lui una sorta di nuova figura paterna. Nonostante i rapporti tra mentore e discepolo siano tesi e piuttosto discordi, Matt accetta di aiutare Stick ad ostacolare i piani di uno dei collaboratori di Fisk: Nobu, un losco uomo d'affari giapponese che, quella stessa notte, si appresta a ricevere la consegna di un'arma chiamata "Black Sky" (黒空?, Kuro sora). Contemporaneamente Karen rende partecipe Foggy delle indagini sulla Union Allied che sta portando avanti da qualche tempo insieme a Ben Urich. Dopo che al porto, l'arma di Nobu si rivela essere un bambino tenuto in catene e Stick lo uccide andando contro a quanto promesso a Matt, questi si infuria ed affronta il mentore in un violento combattimento corpo a corpo dal quale, a fatica, esce vincitore ordinando poi a Stick di non mettere mai più piede nella sua città; l'uomo commenta sarcastico che forse c'è ancora speranza per Matt dopodiché obbedisce e, tornato a una località ignota, fa il resoconto della missione a un suo alleato: Stone.
- Altri interpreti: Scott Glenn (Stick), Skylar Gaertner (Matt Murdock da bambino), Peter Shinkoda (Nobu), Jasson Finney (Stone).
- Citazioni e riferimenti: L'orfanotrofio di Matt, il St. Agnes Orphanage, è lo stesso frequentato da Daisy Johnson in Agents of S.H.I.E.L.D..

## Nell'ombra
- Titolo italiano proposto da Disney+: Ombre nel vetro
- Titolo originale: Shadows in the Glass
- Scritto da: Steven S. DeKnight
- Diretto da: Stephen Surjik

### Trama
Wilson Fisk rievoca alla memoria alcuni frammenti della sua infanzia di bambino obeso e disagiato segnato da un lato dalla dolcezza della madre comprensiva e paziente, e dall'altra dalla figura autoritaria, crudele ed abusiva del padre fallito che sfogava le sue frustrazioni su moglie e figlio. Nel presente i soci in affari di Fisk, il misterioso ninja Nobu, la signora della droga Madame Gao e il contabile Leland Owlsley, iniziano a lamentarsi tutti di lui accusandolo di inefficienza per le costanti intromissioni nelle loro operazioni. Furioso e spaventato all'idea di perdere tutto ciò che ha faticosamente costruito, Fisk si confida con Vanessa svelandole che, da bambino, ha assassinato a sangue freddo suo padre per poi smembrarlo e gettarlo nella baia insieme alla madre conservando per sé i gemelli dell'uomo in modo da potersi sempre ricordare di non essere "un mostro" che fa del male per puro piacere come era suo padre. In Vanessa, Fisk trova la forza e il sostegno di indire una conferenza stampa contro il "Diavolo di Hell's Kitchen" presentandosi come un filantropo intenzionato a far rinascere la città.
- Altri interpreti: Domenick Lombardozzi (Bill Fisk), Angela Reed (Marlene Fisk), Cole Jensen (Wilson Fisk da bambino), Peter Shinkoda (Nobu), Wai Ching Ho (Madame Gao), Matt Gerald (Melvin Potter), Royce Johnson (Brett Mahoney).
- Citazioni e riferimenti: Su una parete dell'officina di Potter, è appeso il poster de La vendetta dei gladiatori, riferimento all'alter-ego del personaggio. Inoltre, sempre nella sua officina, sono visibili le sue iconiche lame circolari (con tanto di progetti cartacei) e anche il suo logo dipinto su una parete.

## Parli del diavolo
- Titolo originale: Speak of the Devil
- Scritto da: Christos Gage e Ruth Fletcher Gage
- Diretto da: Nelson McCormick

### Trama
Dopo essersi esposto all'opinione pubblica con la sua attività filantropica Wilson Fisk viene visto dall'opinione pubblica di Hell's Kitchen come una sorta di "messia" vanificando completamente il lavoro d'indagine compiuto da Ben, Karen e Foggy in quanto ora non risulterebbe più credibile associare la figura dell'uomo a quella di un criminale. Contemporaneamente Fisk fa un'offerta al rialzo anche alla donna guatemalteca a rischio sfratto, cliente della Nelson & Murdock e ai suoi condomini, che, tuttavia, rifiuta di troncare gli accordi precedenti e viene assassinata apparentemente in seguito ad un tentativo di scippo. Furioso, Matt rintraccia il presunto colpevole scoprendo che è stato reclutato dagli uomini di Fisk in un magazzino vicino al molo, raggiunto il luogo trova però ad attenderlo Nobu che, a sorpresa, si rivela un esperto di arti marziali al suo pari e gli procura ferite multiple con una lama kyoketsu-shoge finendo tuttavia per prendere accidentalmente fuoco e morire nella colluttazione. Matt viene successivamente raggiunto e selvaggiamente picchiato da Fisk in persona; lo stesso Fisk chiede a Wesley di sparargli, ma Matt riesce a deviare il colpo con uno dei suoi bastoni per poi lanciarsi in acqua dalla finestra. Dopo essere faticosamente tornato al suo appartamento,  collassa di fronte ad un attonito Foggy.
- Altri interpreti: Peter McRobbie (padre Lantom), Peter Shinkoda (Nobu), Royce Johnson (Brett Mahoney), Susan Varon (Josie).
- Citazioni e riferimenti: Durante la scena alla galleria d'arte, Vanessa dice a uno dei suoi assistenti di "assicurarsi di invitare Richmond poiché altrimenti se la prenderebbe", riferendosi probabilmente a Kyle Richmond/Nottolone.

## Nelson contro Murdock
- Titolo originale: Nelson v. Murdock
- Scritto da: Luke Kalteux
- Diretto da: Farren Blackburn

### Trama
Non appena Matt si risveglia, Foggy lo inizia ad interrogare duramente sulle sue attività di vigilante, sull'origine dei suoi poteri e sul suo addestramento nelle arti marziali, accusandolo di avergli sempre mentito. Durante l'acceso dialogo, i due rivivono, tramite flashback, i momenti decisivi della loro amicizia: dal primo incontro come compagni di stanza alla Columbia University fino al diploma summa cum laude, dall'apprendistato alla Landman & Zack fino alle dimissioni e alla conseguente decisione di aprire un loro studio legale. Intanto, dopo averla rintracciata tramite lunghe ricerche, Karen porta Ben in una casa di riposo di lusso ai confini dello Stato per incontrare personalmente Marlene, la madre di Fisk, riuscendo a farle ammettere il delitto compiuto decenni addietro assieme al figlio che, nel frattempo, sta presenziando a un gala di beneficenza al termine del quale diversi presenti, tra cui Vanessa, cadono a terra vittime di champagne avvelenato. Terminato il litigio con Matt, infine, Foggy abbandona amareggiato la Nelson & Murdock.
- Altri interpreti: Wai Ching Ho (Madame Gao), Adriane Lenox (Doris Urich), Phyllis Somerville (Marlene Vistain), Susan Varon (Josie), Geoffrey Cantor (M. Ellison).
- Citazioni e riferimenti: Durante il flashback ambientato al college, Foggy cita "la ragazza greca" con cui Matt ha avuto una relazione, riferimento indiretto a Elektra; più avanti, nel flashback durante l'apprendistato dei due, la ditta che difendono è la Roxxon Oil. Inoltre viene citato un tale Cornelius Van Lunt, personaggio noto nei fumetti come leader dello Zodiaco.

## Il sentiero dei giusti
- Titolo originale: The Path of the Righteous
- Scritto da: Steven S. DeKnight e Douglas Petrie
- Diretto da: Nick Gomez

### Trama
Contrariamente a quanto voluto da Owlsley, Fisk decide di rimanere al capezzale di Vanessa fino a che questa non si sarà completamente ripresa e disponendo tutti i suoi uomini sul luogo. Contemporaneamente Foggy si allontana da tutti e riaggancia una relazione puramente fisica con la superficiale Marci Stahl, mentre Ben inizia ad indagare approfonditamente sulle vere origini di Fisk. Matt , dopo aver cercato conforto nella fede, viene ispirato a diventare un simbolo dalle parole del suo confessore, padre Lantom; motivo per il quale rintraccia Melvin Potter, un idiot savant costretto da Fisk a costruirgli armature in una speciale lega sottilissima sotto minaccia di ritorsione verso i suoi cari. All'uomo, Matt promette che lo libererà dal suo oppressore se realizzerà per lui una delle sue speciali fabbricazioni. All'ospedale intanto, Vanessa si riprende e Wesley, non volendo disturbare il suo capo ed amico, decide di prendere in mano personalmente la situazione di Karen Page dopo aver saputo che essa ha parlato con la madre di Fisk. Rapita e portata in uno stabile isolato, Karen, minacciata da Wesley di uccidere uno a uno i suoi amici, spinta da un impeto di rabbia gli ruba la pistola uccidendolo.
- Altri interpreti: Peter McRobbie (padre Lantom), Matt Gerald (Melvin Potter), Rob Morgan (Turk Barrett), Amy Rutberg (Marci Stahl).

## Quelli che ci lasciamo alle spalle
- Titolo italiano proposto da Disney+: Coloro che ci lasciamo alle spalle
- Titolo originale: The Ones We Leave Behind
- Scritto da: Douglas Petrie
- Diretto da: Euros Lyn

### Trama
Karen inizia a bere per convivere con il dolore di aver assassinato Wesley, sebbene ciò inizi comunque a provocarle tremendi incubi. Foggy, ancora amareggiato nei confronti di Matt, decide tuttavia di tornare a dedicarsi allo smascheramento di Fisk, motivo per cui convince Marci a fornirgli informazioni confidenziali sulle attività dell'uomo rubandole allo studio per cui lavora, proposta che lei accetta dimostrando di non aver completamente svenduto la sua coscienza. Nei panni del "Diavolo di Hell's Kitchen", Matt rintraccia ed assale la sede del traffico di droga di Madame Gao, che tuttavia riesce a scappare e decide dunque di fare ritorno in Cina lasciando nel panico Owlsley, che aveva cospirato al suo fianco per avvelenare Vanessa con lo champagne e ora teme di essere scoperto. Ben Urich accusa nel frattempo il suo editore di essersi fatto corrompere da Fisk in quanto non gli ha fatto pubblicare più nulla dallo scandalo della Union Allied, venendo, di conseguenza, licenziato. Non volendo demordere, Urich tenta di pubblicare online quanto scoperto su Fisk, tuttavia quest'ultimo, avendo saputo che il reporter ha parlato con sua madre, si presenta nel suo appartamento e, pur non ritenendolo responsabile della morte di Wesley, lo uccide per averla coinvolta.
- Altri interpreti: Wai Ching Ho (Madame Gao), Adriane Lenox (Doris Urich), Phyllis Somerville (Marlene Vistain), Amy Rutberg (Marci Stahl), Royce Johnson (Brett Mahoney), Susan Varon (Josie), Geoffrey Cantor (M. Ellison).
- Citazioni e riferimenti: Il simbolo del traffico di droga di Madame Gao è quello di Serpente d'acciaio, storico nemico di Pugno d'acciaio; su un articolo di giornale compare il logo della Cybertek. Sulla porta di fronte allo studio Nelson & Murdock compare la scritta "Atlas Investments", riferimento al primo nome della Marvel: Atlas Comics, perfino il carattere del logo è uguale.

## Daredevil
- Titolo originale: Daredevil
- Scritto da: Steven S. DeKnight
- Diretto da: Steven S. DeKnight

### Trama
Dopo il funerale di Ben Urich, Matt e Foggy si riappacificano e tornano a lavorare assieme a Karen per riuscire a incriminare Fisk che, nel frattempo, scopre della cospirazione di Owlsley contro Vanessa e lo uccide brutalmente, nonostante questi tenti di minacciarlo rivelando di aver nascosto il detective Hoffman, che è disposto a testimoniare contro di lui. Dai documenti della Landman & Zack sottratti da Marci, la Nelson & Murdock scopre a sua volta del detective e inizia dunque una corsa contro il tempo per trovarlo prima degli uomini di Fisk, che sotto suo ordine stanno passando a setaccio Hell's Kitchen. Matt riesce a rintracciare per primo il detective consegnandolo all'FBI che, grazie alla sua testimonianza, arresta metà della centrale di polizia, vari politici locali, le alte sfere della Landman & Zack, numerosi operatori mediatici, Turk Barrett e tutti i suoi complici, ponendo fine all'impero criminale di Fisk che, tuttavia, al momento dell'arresto dice a Vanessa di aspettarlo in un luogo prestabilito quella sera stessa. Durante il trasporto a Ryker's Island, Fisk riesce a fuggire grazie a un manipolo di suoi uomini infiltratisi nei federali. Saputo della cosa, Matt, con la nuova tuta rossa realizzata da Melvin Potter, intercetta l'uomo prima che possa abbandonare la città e, dopo un brutale corpo a corpo, lo sconfigge portando al suo nuovo arresto e costringendo Vanessa a lasciare la città da sola. Celebrata la vittoria, Matt, Foggy e Karen riprendono l'attività della Nelson & Murdock, mentre il vigilante viene ribattezzato dai media "Daredevil".
- Altri interpreti: Peter McRobbie (padre Lantom), Matt Gerald (Melvin Potter), Rob Morgan (Turk Barrett), Adriane Lenox (Doris Urich), Amy Rutberg (Marci Stahl), Royce Johnson (Brett Mahoney), Geoffrey Cantor (M. Ellison).
- Citazioni e riferimenti: Quando il detective va a costituirsi nella centrale si può notare una fotografia di Stan Lee in veste di poliziotto[6]; nell'officina di Potter si possono invece notare le gambe dell'armatura di Stilt-Man.